# Il turco in Italia
Il turco in Italia (en català El turc a Itàlia) és una òpera en dos actes de Gioachino Rossini sobre un llibret en italià escrit per Felice Romani, basat al seu torn en un llibret amb el mateix títol que Caterino Mazzolà va escriure pel compositor alemany Franz Seydelmann el 1788. S'estrenà a La Scala de Milà el 14 d'agost de 1814.
Opera buffa, va estar influenciada per Così fan tutte de Mozart, que es va representar al mateix teatre poc abans de l'obra de Rossini. L'obertura estranyament harmonitzada, tot i que s'enregistra amb poca freqüència, és un dels millors exemples de l'estil característic de Rossini. Una introducció inusualment llarga mostra un solo de trompa llarg i melangiós amb un acompanyament orquestral complet, abans de donar pas a un tema principal viu i purament còmic.
És una comèdia d'intriga, àgil, frívola, de tempo endiablat. Aquest és l'esperit que reflecteix la brillant partitura de Rossini, que barreja feliçment l'humor, la paròdia, el patètic i la fina introspecció, i que fou saquejada amb gran profit per Donizetti, tant a Don Pasquale com a L'elisir d'amore, del mateix Romani.

## Representacions

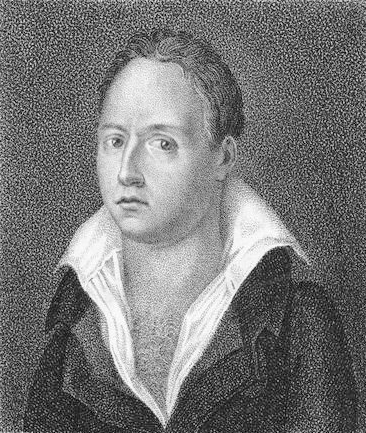
Filippo Galli, creador del paper del turc Selim

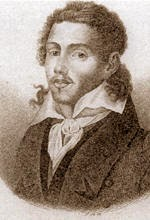
Giovanni David, creador del rol de Narciso

Il turco in Italia es va representar per primera vegada a La Scala, Milà, el 14 d'agost de 1814, amb un elenc estel·lar format per Filippo Galli en el rol del Turc (Selim), Maffei Festa com a Fiorilla, Pacini com a Geronio, Vasoli com el Poeta i ni més ni menys que el tenor Giovanni David en el paper de Narciso. La qualitat d'aquest repartiment fa encara més sorprenent que l'obra fos rebuda amb tanta fredor pel públic i per la crítica, que s'havia deixat captivar amb massa facilitat pel títol, fins al punt de considerar-la una nova versió de L'italiana in Algeri. Rossini creu que un dels motius del poc èxit fou els excessius abellimenti i floritures que els cantants varen afegir, desnaturalitzant les àries. Per aquest motiu, Rossini pren la decisió a partir d'aquest moment d'escriure directament tots els passos vocalitzats, traient als cantants la capacitat d'improvisar. Sembla ser, però, que la va prendre de forma gradual.
Es va oferir a Londres al His Majesty's Theatre el 19 de maig de 1822 amb Giuseppe de Begnis i Giuseppina de Begnis. Es va representar per primera vegada a la ciutat de Nova York al Park Theatre el 14 de març de 1826 amb Maria Malibran, Manuel García Senior, Manuel García Junior, Barbieri, Crivelli, Rosich i Agrisani. L'any 1950 es va recuperar a Roma al Teatre Eliseo amb Maria Callas. El 1955 Callas va tornar a protagonitzar Fiorilla, aquesta vegada al Teatro alla Scala on l'òpera va ser produïda per Franco Zeffirelli. En anys posteriors la Fiorilla ha estat cantada per Cecilia Bartoli.
Stendhal, que admirava entusiastament a Rossini, de vegades massa, va escriure en la seva biografia sobre el compositor Vie de Rossini (1823) en el capítol dedicat a Il turco in Italia aquest fragment en què sorprenen la referència a Barcelona:
"La superba veu de Galli es va desplegar amb gran superioritat en la salutació que el Turc, a penes desembarcat, dirigeix a la bella Itàlia: Bell'Italia, al fin ti miro!. L'autor del llibret l'havia preparat amb especial atenció per a Galli, cantant adorat a Milà, que es presentava per primera vegada de tornada de Barcelona, on havia anat a cantar durant un any. Les vibracions de la veu de Galli, semblants a les del tro, van omplir amb força la immensa sala de La Scala; però alguns van opinar que Rossini, que era al piano, no s'havia lluït gaire en aquest duetto. El públic li ho va fer notar cridant sense parar Bravo, Galli!. I ni una sola vegada Bravo, maestro [...]. Cal ser un literat francès per atrevir-se a jutjar una òpera pel mèrit de les paraules. No sabria com descriure d'una manera que s'aproximés a la realitat l'entusiasme del públic quan va arribar l'encantador quartet: Siete Turco, non vi credo [...]. La resposta del turc és bonica com un madrigal de Voltaire. Només Rossini, a tot el món, podia fer aquesta música que descriu la galanteria expirant que es converteix en amor...
Al segon acte, el duetto, tan picant –D'un bell'uso di Turchia– en què el jove turc proposa amb tota naturalitat al marit que li vengui la seva dona, és digne de l'encantador duetto del primer acte. Aquestes paraules s'adaptaven tan bé a la manera de veure les coses de Rossini, que hi donava un cant perfectament dramàtic. És impossible reunir més lleugeresa, més alegria i més gràcia brillant, cosa que ningú no ha sabut aconseguir com el cigne de Pesaro. Aquest duetto pot desafiar sense por totes les àries de Cimarosa i de Mozart; aquests grans homes han fet coses d'un mèrit igual, però no superior. I no han fet res que s'aproximi al to de lleugeresa d'aquesta cantilena. És com la dels arabescs de Rafael a les llotges del Vaticà. Per trobar un rival a Rossini caldria fullejar les partitures de Paisiello."
La infidelitat conjugal de la trama va ser considerada immoral; així, quan l'òpera es va reestrenar a Roma l'any 1815, s'hi van fer alguns retocs per tal d'apaivagar els censors. Fins i tot, el llibret de Roma de 1819 anomena l'òpera La capricciosa corretta. Pocs d'aquests canvis van ser aplicats en la partitura, de manera que el públic llegia les versions "morals" als llibrets mentre escoltava una altra cosa a l'escenari. L'òpera es va revisar per ser representada el 1820 a Nàpols i a París. En el cas de Nàpols, els recitatius van ser substituïts per diàlegs parlats en prosa; s'hi van afegir més gitanos; Don Geronio, en comptes de marit de Fiorilla, esdevé el seu tutor, i la seva part és en dialecte napolità –fet habitual a Nàpols per als rols de baix de les comèdies de Rossini–.

Si tenim en compte que Il turco només va obtenir un èxit relatiu al principi, sorprèn la gran varietat de versions i substitucions que se'n varen fer. Una versió reduïda a un acte va ser produïda el 1826 a París, i també el 1830 a Bolonya, si bé no es disposa de documentació d'aquestes. Amb el pas del temps, Il turco es va anar corrompent amb afegits i abstraccions d'altres òperes. L'enregistrament de Gianandrea Gavazzeni amb Maria Callas fet als anys cinquanta constituïa més o menys un retorn a la versió autògrafa; l'edició crítica és la utilitzada actualment als teatres d'òpera d'arreu del món.

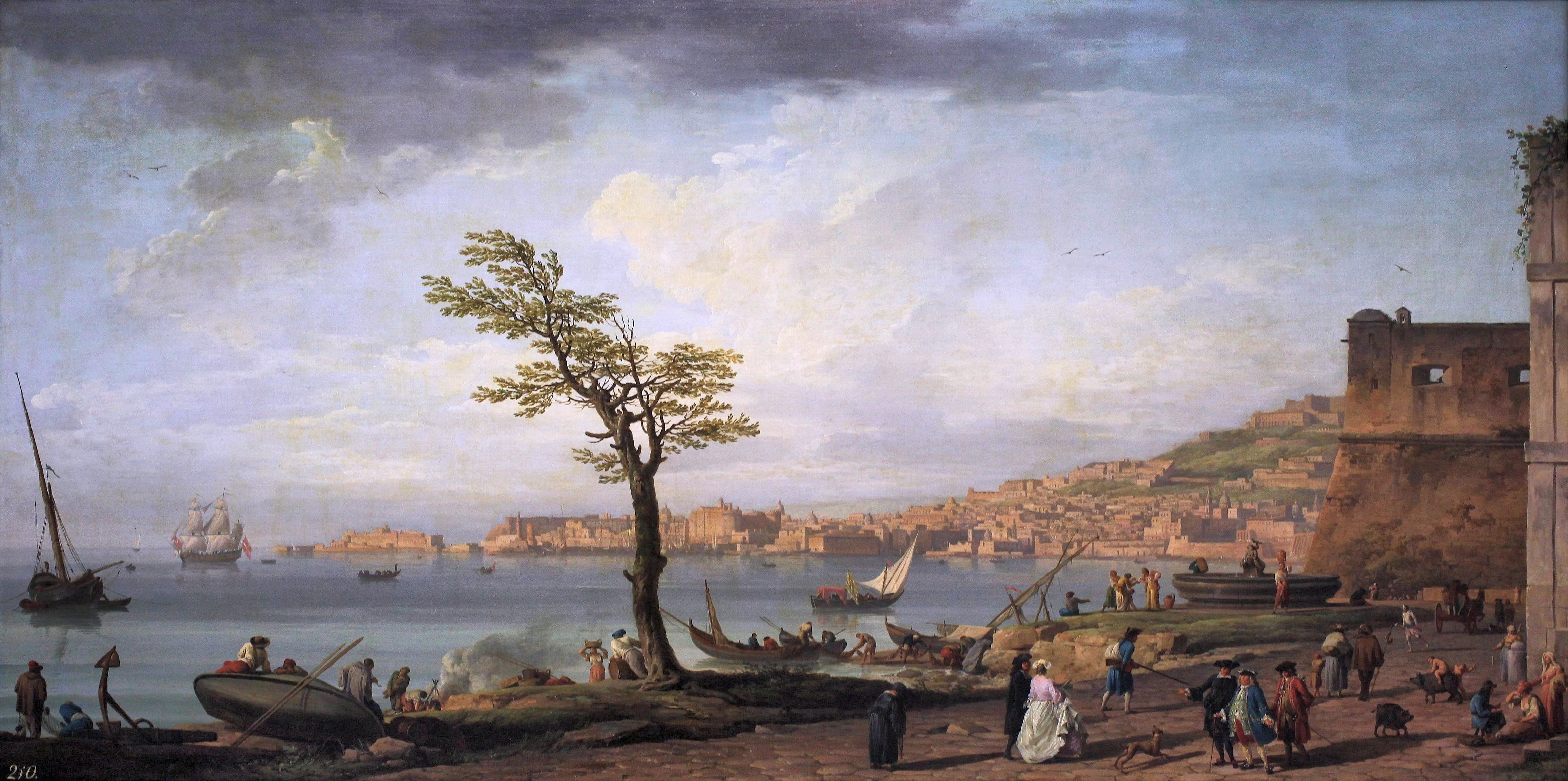
Vista del golf de Nàpols de Claude Joseph Vernet.

## Estructura
- Simfonia

### Acte I
- 1 Introducció Nostra patria è il mondo intero (Zaida, Albazar, Prosdocimo, Coro)
- 2 Cavatina Vado in traccia d'una zingara (Geronio)
- 3
  - Cavatina Non si dà follia maggiore (Fiorilla)
  - Cor Voga, voga, a terra, a terra
  - Cavatinetta Bella Italia alfin ti miro (Selim)
  - Duet Serva!" - "Servo" (Fiorilla, Selim)
- 4 Trio Un marito sciuminto! (Prosdocimo, Geronio, Narciso)
- 5 Quartet Siete Turchi, non vi credo (Fiorilla, Selim, Geronio, Narciso)
- 6 Duet Per piacere alla signora (Geronio, Fiorilla)
- 7 Final I Gran meraviglie (Cor, Zaida, Selim, Prosdocimo, Narciso, Fiorilla, Geronio, Albazar)

### Acte II
- 8 Duet D'un bell'uso di Turchia (Selim, Geronio)
- 9 Cor i cavatina Non v'è piacer perfetto - Se il zefiro si posa (Fiorilla)
- 10 Duet Credete alle femmine (Selim, Fiorilla)
- 11 Recitatiu acompanyat i ària Intesi, ah! Tutto intesi - Tu secondo il mio disegno (Narciso)
- 12 Ària Ah, sarebbe troppo dolce (Albazar)
- 13 Cor Amor la danza mova
- 14 Quintet Oh, guardate che accidente! (Geronio, Narciso, Zaida, Selim, Fiorilla, Cor)
- 15 Recitatiu acompanyat i ària I vostri cenci vi rimando - Squallida veste e bruna (Fiorilla, Cor)
- 16 Final II Son la vite sul campo appassita (Fioirlla, Geronio, Prosdocimo, Cor, Selim, Zaida, Narciso)[7]

## Enregistraments
| Any  | Cast: Don Geronio, Donna Fiorilla, Selim, Don Narciso, Zaida                        | Director, Teatre d'òpera i orquestra | Segell                                    |
| ---- | ----------------------------------------------------------------------------------- | --- | ----------------------------------------- |
| 1954 | Franco Calabrese, Maria Callas, Nicola Rossi-Lemeni, Nicolai Gedda, Jolanda Gardino | Gianandrea Gavazzeni, Orquestra i cor del Teatro alla Scala, Milà                                                                                             | Àudio CD: EMI Classics Cat: CD 58662      |
| 1978 | James Billings, Beverly Sills, Donald Gramm, Henry Price, Susanne Marsee            | Julius Rudel, New York City Opera Orchestra and Chorus (Gravació de vídeo d'una actuació a la New York City Opera, dirigida per Tito Capobianco, 4 d'octubre) | DVD: Premiere Opera Ltd. DVD 5148         |
| 1981 | Enzo Dara, Montserrat Caballé, Samuel Ramey, Ernesto Palacio, Jane Berbié           | Riccardo Chailly, National Philharmonic Orchestra i Ambrosian Opera Chorus                                                                                    | Àudio CD: CBS “Masterworks” Cat: CD 37859 |
| 2002 | Paolo Rumetz, Cecilia Bartoli, Ruggero Raimondi, Reinaldo Macias, Judith Schmid     | Franz Welser-Möst, Orquestra i cor de la Zürich Opera (Gravació de vídeo d'una actuació a la Zürich Opera, abril i maig 2002)                                 | DVD: ArtHaus Musik Cat: 100.369           |